# Junglebabbelaar
De junglebabbelaar (Argya striata synoniem: Turdoides striata) is een zangvogel uit de familie Leiothrichidae. 

## Verspreiding en leefgebied
Deze soort komt voor in Pakistan, India en Bangladesh en telt vijf ondersoorten:
- A. s. sindiana: Pakistan en noordwestelijk India.
- A. s. striata: noordelijk en oostelijk India, Bangladesh.
- A. s. somervillei: westelijk India.
- A. s. malabarica: zuidwestelijk India.
- A. s. orientalis: centraal en zuidelijk India.

## Status
De grootte van de populatie is niet gekwantificeerd maar de soort wordt omschreven als algemeen. Op de Rode lijst van de IUCN heeft deze soort de status niet bedreigd.

## Externe link

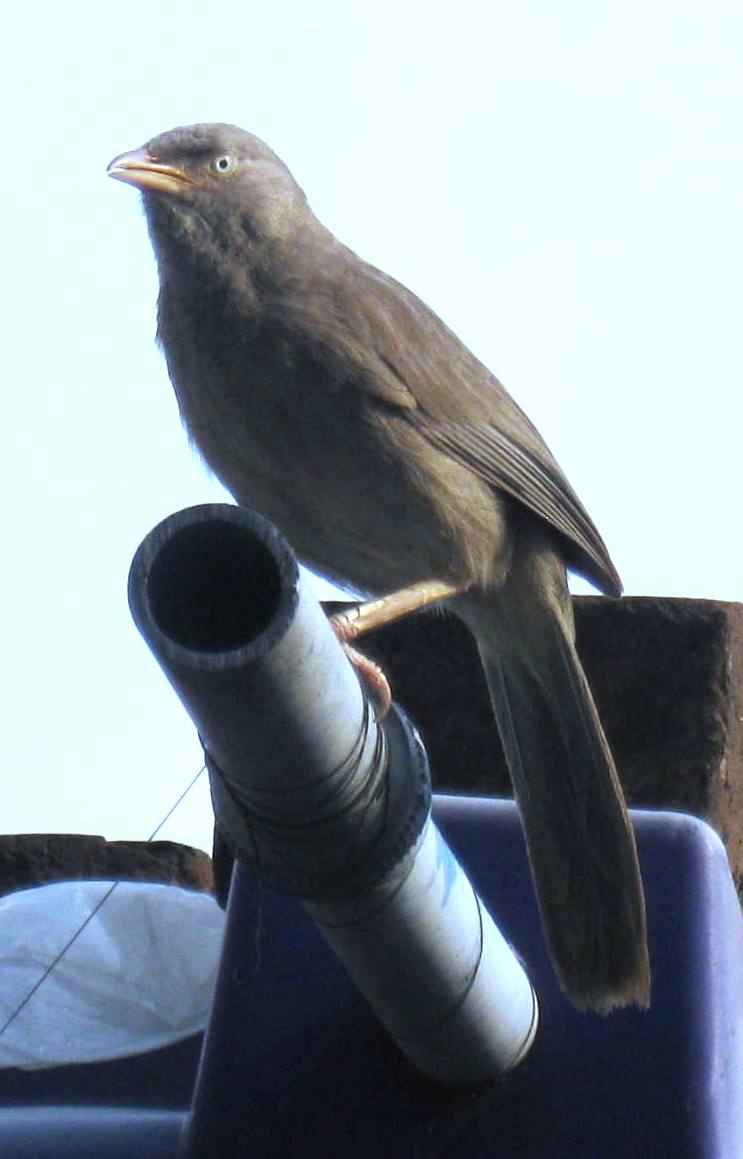